# او اوغلو (آق‌دام)
او اوغلو (به لاتین: Evoğlu) یک منطقه مسکونی در جمهوری آذربایجان است که در شهرستان آق‌دام واقع شده‌است.